# Den Hartogh

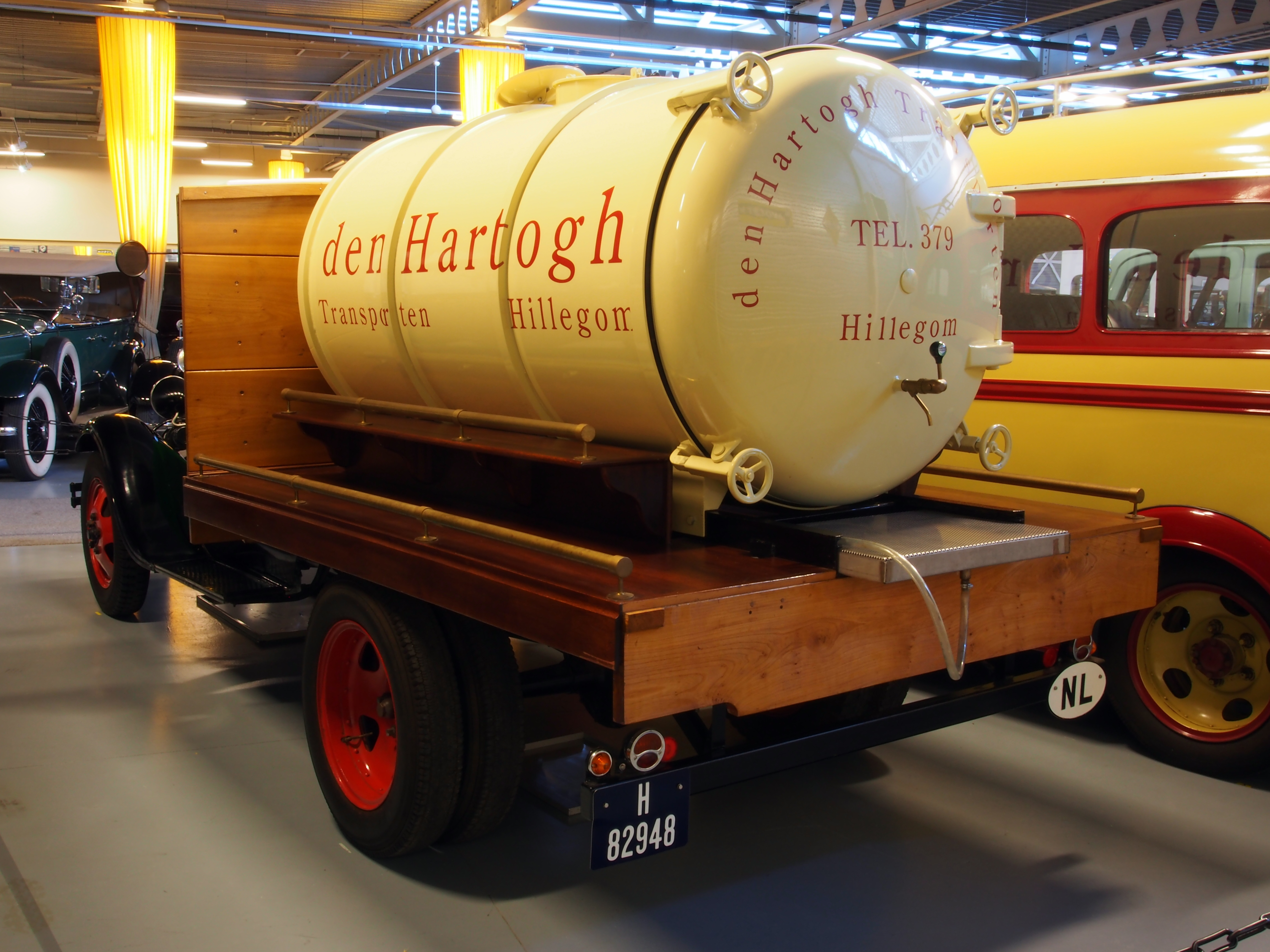
Historischer LKW

Den Hartogh ist eine niederländische Spedition mit Sitz in Rotterdam. Schwerpunkt der Geschäftstätigkeit sind Chemikalientransporte.

## Geschichte
Den Hartogh wurde 1920 gegründet. Im Jahr 2011 wurden Büros in Dubai, Schanghai und Houston eröffnet.
Im Dezember 2015 übernahm Den Hartogh die Flüssigchemie-Sparte der Sitra Group. Ebenfalls Ende 2015 wurde das Schweizer Unternehmen Interbulk übernommen.